# Frühlingsberg (Cunewalde)
Frühlingsberg ist ein Ortslage von Cunewalde im sächsischen Landkreis Bautzen.

## Details
Frühlingsberg entstand als Steinbrechersiedlung. Der Ort war nie eigenständig, sondern bildete immer einen Gemeindeteil von Cunewalde. 1875 lebten in den sechs Häusern der Ansiedlung 55 Personen.
Frühlingsberg war bis 2018 staatlich anerkannter Erholungsort.